# Ribes sativum
Ribes sativum là một loài thực vật có hoa trong họ Grossulariaceae. Loài này được (Rchb.) Syme miêu tả khoa học đầu tiên năm 1865.